# Галлагер, Роберт
Роберт (Боб) Галлагер (англ. Robert (Bob) Gray Gallager; род. 29 мая 1931, Филадельфия, Пенсильвания) — американский учёный, специалист по теории информации. Эмерит-профессор Массачусетского технологического института, в котором получил докторскую степень в 1960 году и с тех пор работал, член Национальных Академии наук и Инженерной академии (1979) США. Лауреат премии Японии (2020) и других отличий.

## Биография
Окончил Пенсильванский университет (бакалавр электроинженерии, 1953). Затем работал в Bell Labs. В 1954 году призывался на службу в армию, что впоследствии называл «ужасной тратой времени». Оттуда поступил в Массачусетский технологический институт (вспоминал, что одновременно поступил в Принстон, но выбрал этот институт потому, что там занятия начинались неделей ранее — лишь бы скорее покинуть армию), где получил степени магистра наук (1957, занимался у Роберта Фано) и доктора наук (Sc.D, 1960). С последнего же 1960 года в штате MIT Electrical Engineering and Computer Science Department, с 2001 года в отставке как эмерит-профессор. В 1986—1998 гг. содиректор LIDS. Член Американской академии искусств и наук. Автор важнейшего труда в своей области Information Theory and Reliable Communication (John Wiley & Sons, 1968). Сотрудничал с Клодом Шенноном.

## Награды и отличия
- Премия Шеннона (1983)
- Медаль почёта IEEE (1990)
- MIT Graduate Student Teaching Award (1993)
- Премия Харви Техниона (1999)
- Eduard Rhein Prize, Фонд Эдуарда Рейна (2002)
- Премия Маркони (2003)
- Премия Дейкстры (2004)
- Премия Японии (2020)[4]